# Sâg (Sălaj)
Pour les articles homonymes, voir SAG.
Sâg (en hongrois Felsőszék) est une commune roumaine du județ de Sălaj, dans la région historique de Transylvanie et dans la région de développement du Nord-ouest.

## Géographie
La commune de Sâg est située dans le sud-ouest du județ, à la limite avec le județ de Bihor et celui de Cluj, dans les Monts Plopiș, à 37 km au sud-ouest de Zalău, le chef-lieu du județ. Le village de Tusa se trouve sur le cours supérieur de la rivière Barcău.
La municipalité est composée des cinq villages suivants (population en 2002) :
- Fizeș (438) ;
- Mal (1 163) ;
- Sâg (758), siège de la commune ;
- Sârbi (307) ;
- Tusa (810).

## Histoire
La première mention écrite de la commune date de 1257 sous le nom de Terra Szék.
La commune, qui appartenait au royaume de Hongrie, faisait partie de la principauté de Transylvanie et elle en a donc suivi l'histoire.
Après le compromis de 1867 entre Autrichiens et Hongrois de l'empire d'Autriche, la principauté de Transylvanie disparaît et, en 1876, le royaume de Hongrie est partagé en comitats. Sâg intègre le comitat de Szilágy (Szilágymegye).
À la fin de la Première Guerre mondiale, l'Empire austro-hongrois disparaît et la commune rejoint la Grande Roumanie.
En 1940, à la suite du deuxième arbitrage de Vienne, elle est annexée par la Hongrie jusqu'en 1944. Elle réintègre la Roumanie après la Seconde Guerre mondiale.

## Politique
| Parti | Parti                                      | Sièges |
| ----- | ------------------------------------------ | ------ |
|       | Parti social-démocrate (PSD)               | 6      |
|       | Parti national libéral (PNL)               | 5      |
|       | Alliance des libéraux et démocrates (ALDE) | 1      |
|       | Parti Mouvement populaire (PMP)            | 1      |

## Démographie
En 1910, à l'époque austro-hongroise, la commune comptait 3 611 Roumains (92,78 %), 68 Hongrois (1,75 %), 11 Allemands (0,28 %) et 114 Slovaques (2,93 %).
En 1930, on dénombrait 4 033 Roumains (93,79 %), 6 Hongrois (0,14 %), 38 Juifs (0,88 %), 38 Roms (0,88 %) et 182 Slovaques (4,23 %).
En 1956, après la Seconde Guerre mondiale, 4 953 Roumains (97,58 %) côtoyaient 8 Hongrois (0,16 %) et 113 Slovaques (2,23 %).
En 2002, la commune comptait 2 878 Roumains (82,79 %), 6 Hongrois (0,17 %), 100 Slovaques (2,87 %) et 492 Roms (14,15 %). On comptait à cette date 1 636 ménages et 1 636 logements.
| 1850  | 1880  | 1900  | 1910  | 1920  | 1930  | 1941  | 1956  | 1966  |
| ----- | ----- | ----- | ----- | ----- | ----- | ----- | ----- | ----- |
| 2 237 | 2 846 | 3 594 | 3 892 | 3 957 | 4 300 | 4 801 | 5 076 | 5 009 |

| 1977  | 1992  | 2002  | 2011  | - | - | - | - | - |
| ----- | ----- | ----- | ----- | - | - | - | - | - |
| 4 456 | 3 802 | 3 476 | 3 276 | - | - | - | - | - |

En 2002, la composition religieuse de la commune était la suivante :
- Chrétiens orthodoxes, 84,86 % ;
- Grecs-Catholiques, 4,14 % ;
- Catholiques romains, 3,04 % ;
- Pentecôtistes, 2,41 %.

## Économie
L'économie de la commune repose sur l'agriculture (pommes de terre, céréales, vergers), l'élevage et le tourisme.

## Communications

### Routes
Sâg est située sur la route régionale DJ191D qui rejoint Crasna et Zalău vers le nord et le județ de Cluj vers le sud. La route DJ191E permet d'atteindre Valcău de Jos et Nușfalău.

## Lieux et monuments

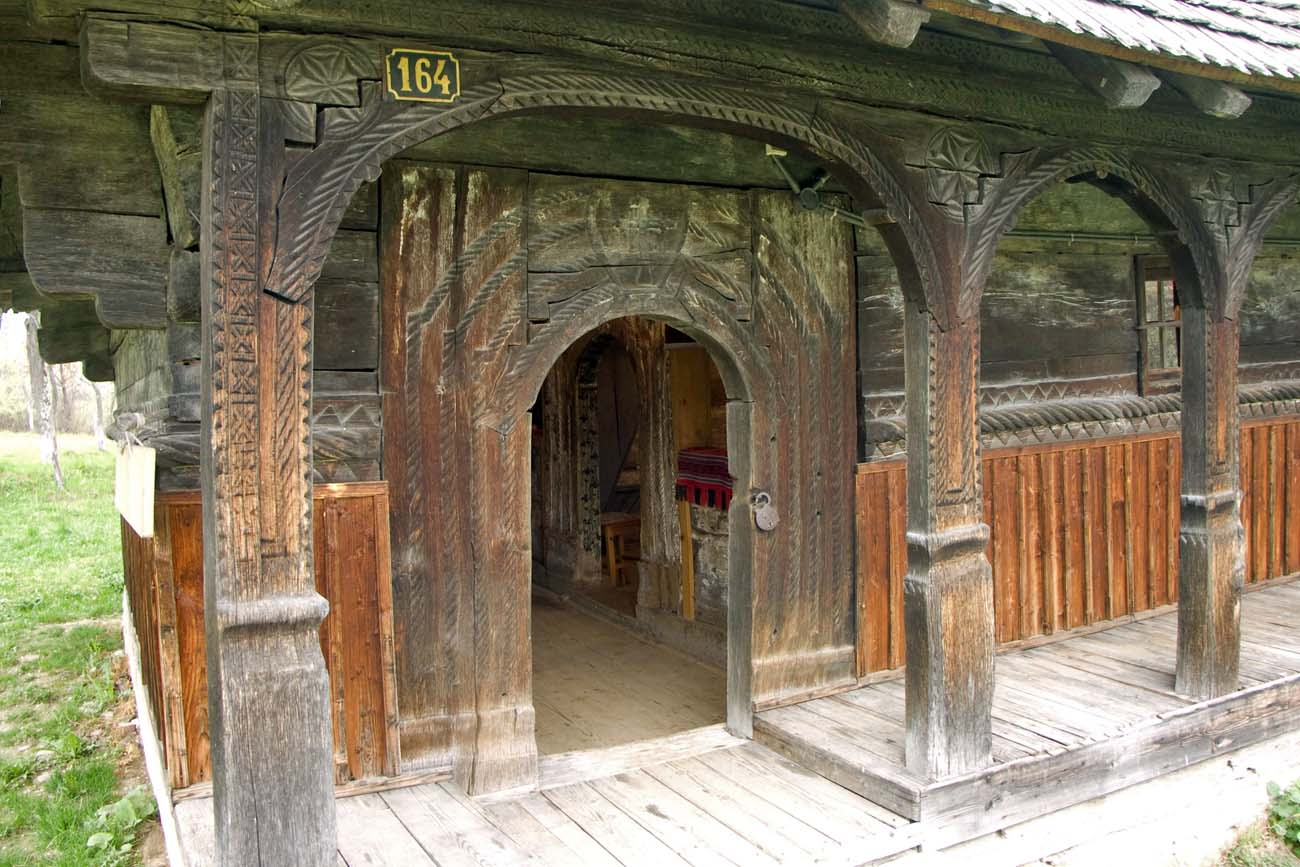
L'entrée de l'église de Sârbi

- Sârbi, église orthodoxe en bois des Sts Archanges de 1735 (fresques de 1824)[5].

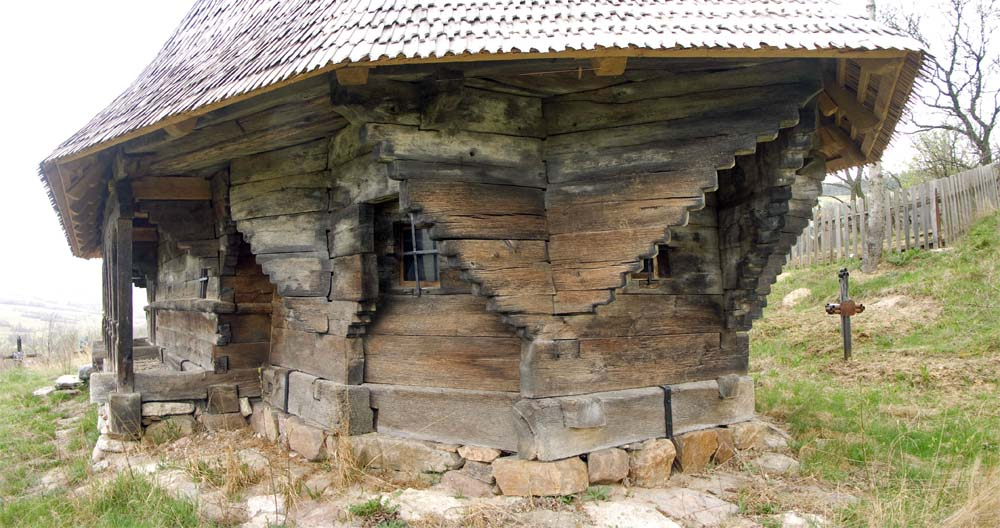
Le chevet de l'église de Tusa

- Tusa, église orthodoxe en bois des Sts Archanges de 1700[5].